# Shahin Shahr
Shāhīn Shahr o Shahinshahr (farsi شاهین‌شهر) è il capoluogo dello shahrestān di Shahin Shahr e Meymeh, nella Provincia di Esfahan. Si trova alla periferia della città di Esfahan.